# Album al numero uno della classifica FIMI nel 2002
La presente lista elenca gli album che hanno raggiunto la prima posizione nella classifica settimanale italiana Artisti, stilata durante il 2002 dalla Federazione Industria Musicale Italiana, in collaborazione con Nielsen.

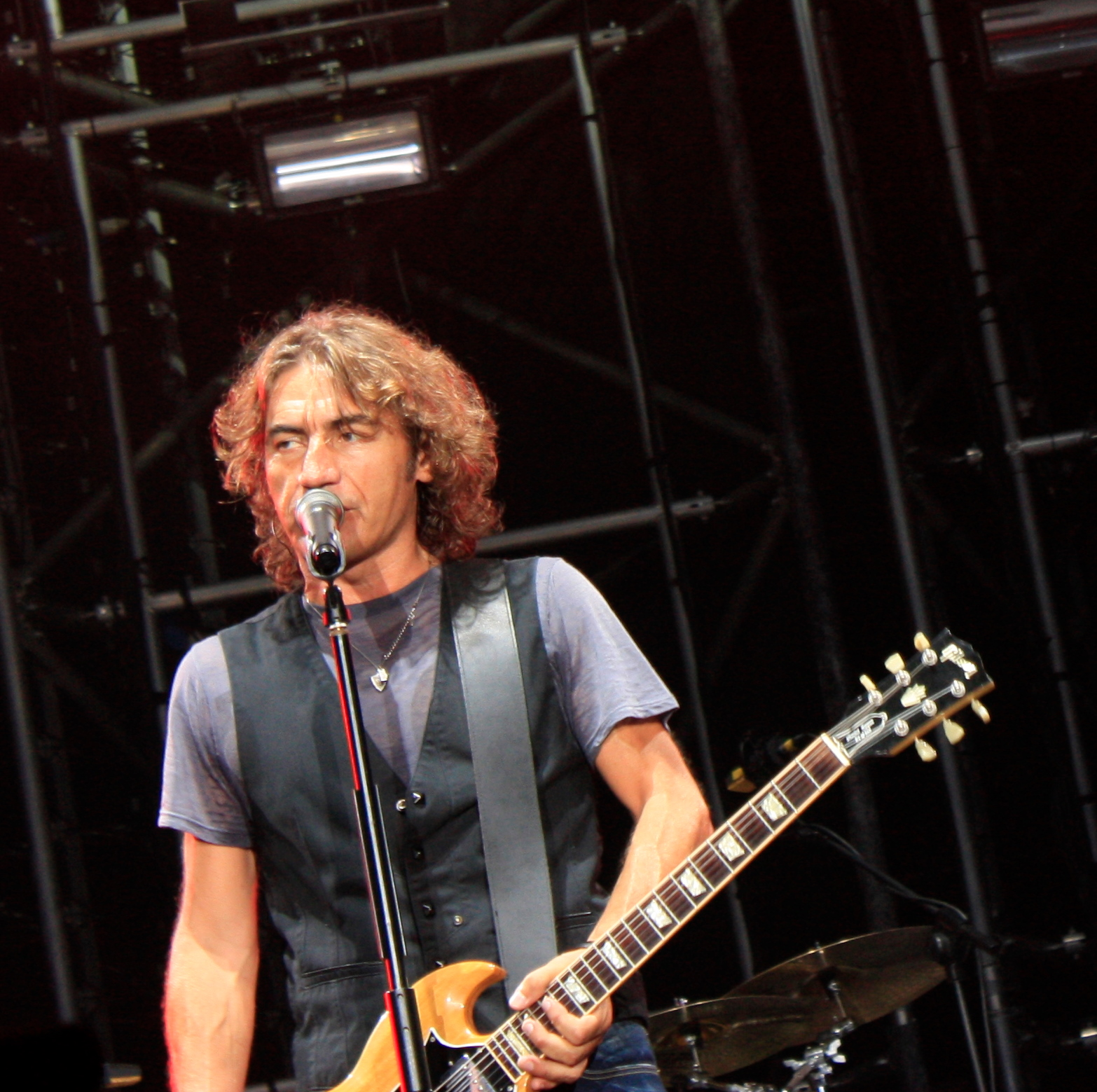
Il settimo album di Ligabue, Fuori come va?, rimase sei settimane in vetta in Italia

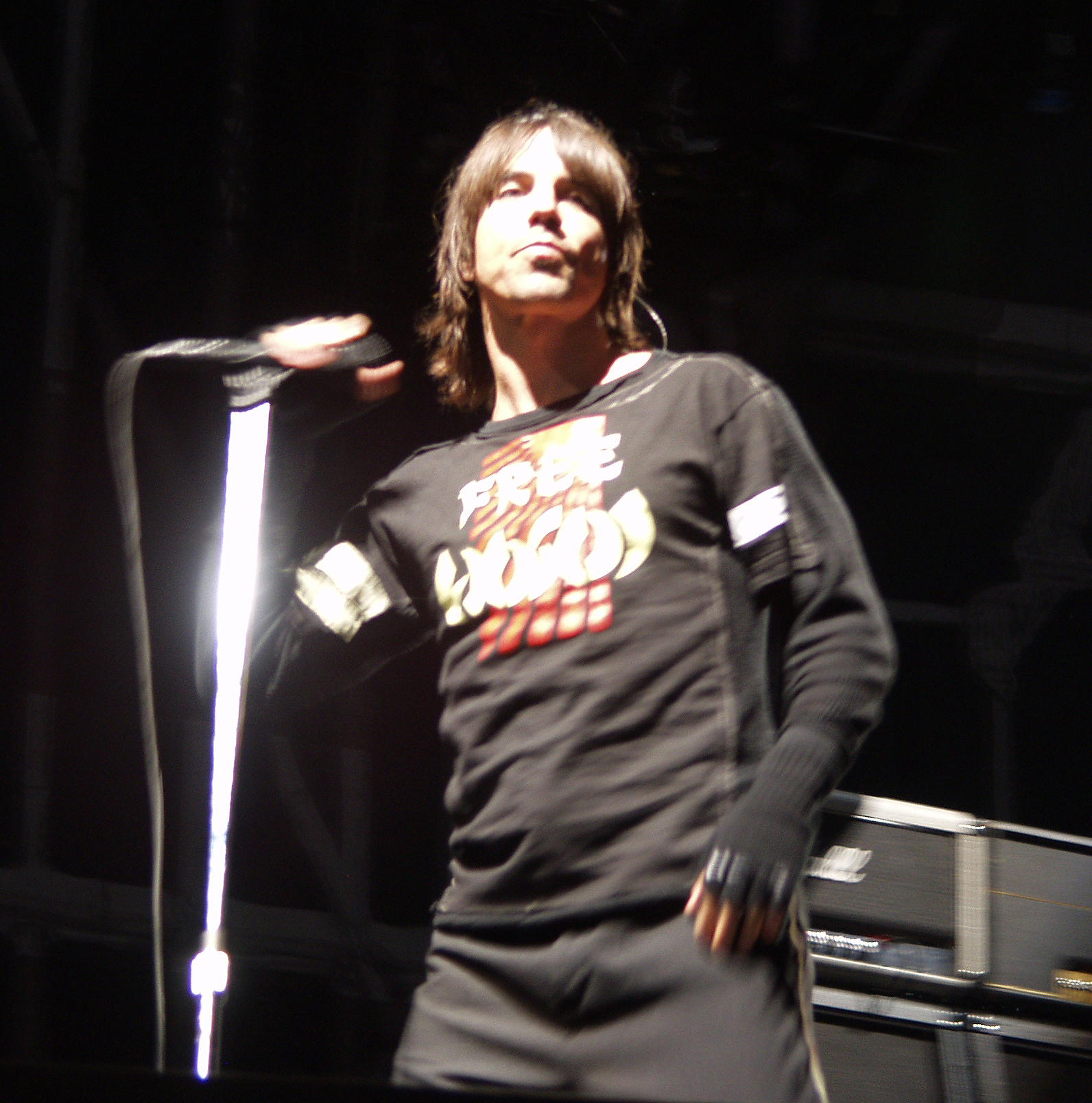
Anthony Kiedis, frontman dei Red Hot Chili Peppers, definì l'album By the Way "un'esperienza totalmente diversa".

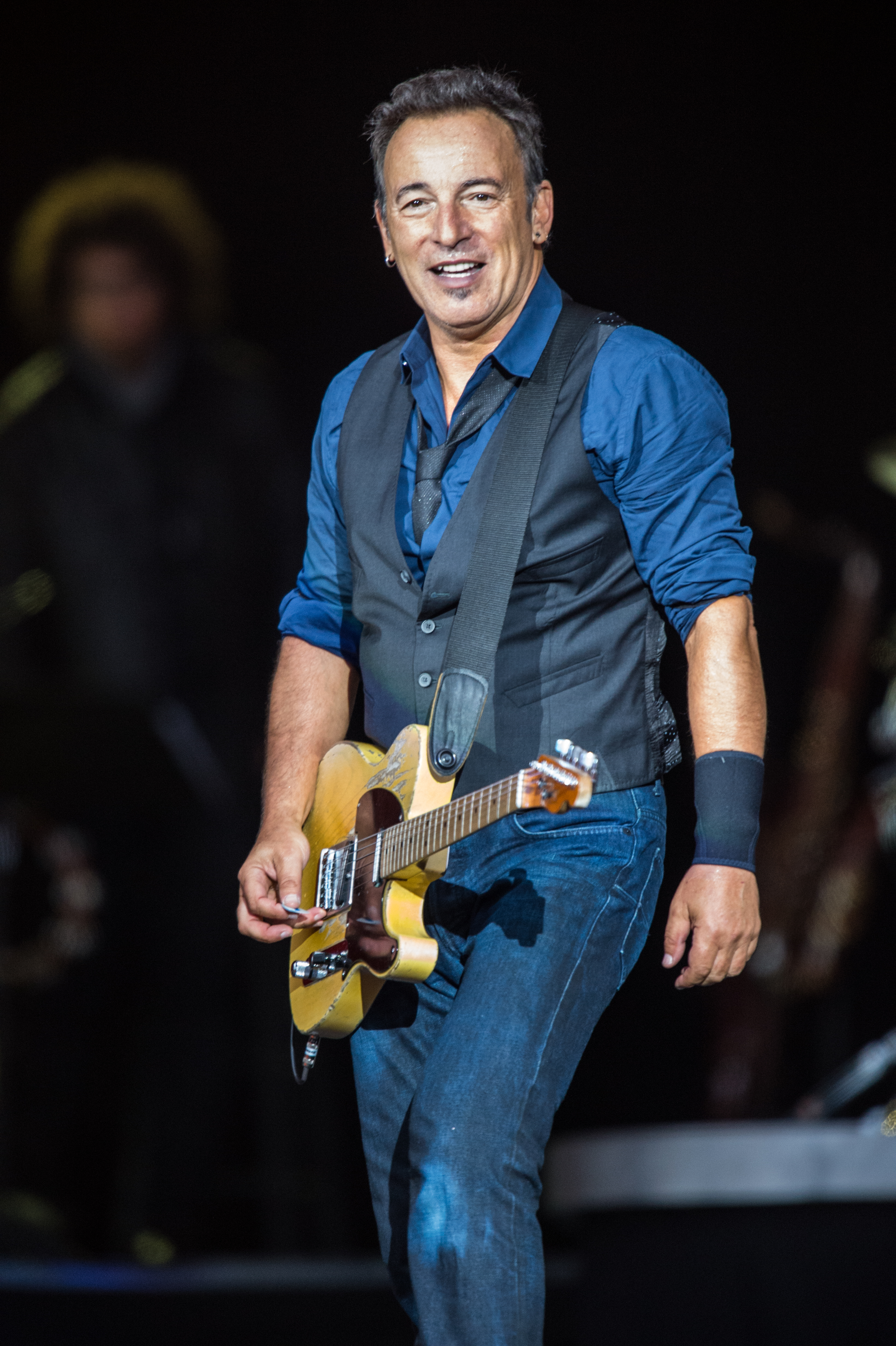
L'album The Rising di Bruce Springsteen è stato scritto dopo gli attentati dell'11 settembre e segna il ritorno della E Street Band

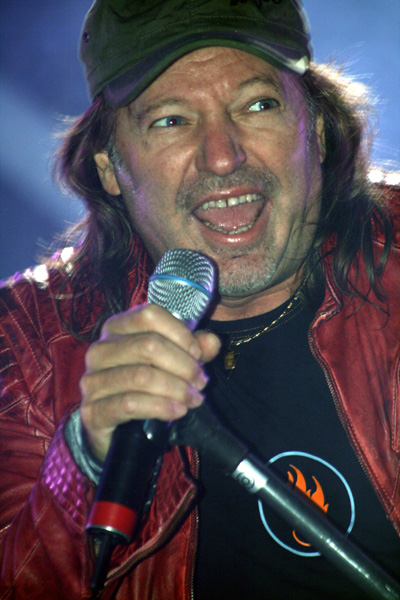
Tracks è la prima raccolta ufficiale di Vasco Rossi, subito al numero 1

| Settimana    | Settimana    | Album                                            | Artista               | Settimane consecutive | Settimane totali | Fonte  |
| Inizio       | Fine         | Album                                            | Artista               | Settimane consecutive | Settimane totali | Fonte  |
| ------------ | ------------ | ------------------------------------------------ | --------------------- | --------------------- | ---------------- | ------ |
| 4 gennaio    | 10 gennaio   | The best of - E ritorno da te                    | Laura Pausini         | 2                     | 8                | [ 1 ]  |
| 11 gennaio   | 17 gennaio   | Amorematico                                      | Subsonica             | 1                     | 1                | [ 2 ]  |
| 18 gennaio   | 24 gennaio   | The best of - E ritorno da te                    | Laura Pausini         | 2                     | 8                | [ 3 ]  |
| 25 gennaio   | 31 gennaio   | The best of - E ritorno da te                    | Laura Pausini         | 2                     | 8                | [ 4 ]  |
| 1º febbraio  | 7 febbraio   | Lorenzo 2002 - Il quinto mondo                   | Jovanotti             | 1                     | 1                | [ 5 ]  |
| 8 febbraio   | 14 febbraio  | The best of - E ritorno da te                    | Laura Pausini         | 2                     | 8                | [ 6 ]  |
| 15 febbraio  | 21 febbraio  | The best of - E ritorno da te                    | Laura Pausini         | 2                     | 8                | [ 7 ]  |
| 22 febbraio  | 28 febbraio  | Under Rug Swept                                  | Alanis Morissette     | 2                     | 2                | [ 8 ]  |
| 1º marzo     | 7 marzo      | Under Rug Swept                                  | Alanis Morissette     | 2                     | 2                | [ 9 ]  |
| 8 marzo      | 14 marzo     | Uguali e diversi                                 | Gianluca Grignani     | 2                     | 2                | [ 10 ] |
| 15 marzo     | 21 marzo     | Uguali e diversi                                 | Gianluca Grignani     | 2                     | 2                | [ 11 ] |
| 22 marzo     | 28 marzo     | A New Day Has Come                               | Céline Dion           | 1                     | 3                | [ 12 ] |
| 29 marzo     | 4 aprile     | Domani smetto                                    | Articolo 31           | 1                     | 1                | [ 13 ] |
| 5 aprile     | 11 aprile    | A New Day Has Come                               | Céline Dion           | 2                     | 3                | [ 14 ] |
| 12 aprile    | 18 aprile    | A New Day Has Come                               | Céline Dion           | 2                     | 3                | [ 15 ] |
| 19 aprile    | 25 aprile    | Amore che prendi amore che dai                   | Nomadi                | 1                     | 1                | [ 16 ] |
| 26 aprile    | 2 maggio     | Fuori come va?                                   | Ligabue               | 6                     | 6                | [ 17 ] |
| 3 maggio     | 9 maggio     | Fuori come va?                                   | Ligabue               | 6                     | 6                | [ 18 ] |
| 10 maggio    | 16 maggio    | Fuori come va?                                   | Ligabue               | 6                     | 6                | [ 19 ] |
| 17 maggio    | 23 maggio    | Fuori come va?                                   | Ligabue               | 6                     | 6                | [ 20 ] |
| 24 maggio    | 30 maggio    | Fuori come va?                                   | Ligabue               | 6                     | 6                | [ 21 ] |
| 31 maggio    | 6 giugno     | Fuori come va?                                   | Ligabue               | 6                     | 6                | [ 22 ] |
| 7 giugno     | 13 giugno    | The Eminem Show                                  | Eminem                | 2                     | 2                | [ 23 ] |
| 14 giugno    | 20 giugno    | The Eminem Show                                  | Eminem                | 2                     | 2                | [ 24 ] |
| 21 giugno    | 27 giugno    | Greatest Hits - Le cose non vanno mai come credi | Giorgia               | 2                     | 2                | [ 25 ] |
| 28 giugno    | 4 luglio     | Greatest Hits - Le cose non vanno mai come credi | Giorgia               | 2                     | 2                | [ 26 ] |
| 5 luglio     | 11 luglio    | By the Way                                       | Red Hot Chili Peppers | 3                     | 5                | [ 27 ] |
| 12 luglio    | 18 luglio    | By the Way                                       | Red Hot Chili Peppers | 3                     | 5                | [ 28 ] |
| 19 luglio    | 25 luglio    | By the Way                                       | Red Hot Chili Peppers | 3                     | 5                | [ 29 ] |
| 26 luglio    | 1º agosto    | The Rising                                       | Bruce Springsteen     | 2                     | 2                | [ 30 ] |
| 2 agosto     | 8 agosto     | The Rising                                       | Bruce Springsteen     | 2                     | 2                | [ 31 ] |
| 9 agosto     | 15 agosto    | By the Way                                       | Red Hot Chili Peppers | 2                     | 5                | [ 32 ] |
| 16 agosto    | 22 agosto    | By the Way                                       | Red Hot Chili Peppers | 2                     | 5                | [ 33 ] |
| 23 agosto    | 29 agosto    | A Rush of Blood to the Head                      | Coldplay              | 1                     | 1                | [ 34 ] |
| 30 agosto    | 5 settembre  | Fleurs 3                                         | Franco Battiato       | 2                     | 2                | [ 35 ] |
| 6 settembre  | 12 settembre | Fleurs 3                                         | Franco Battiato       | 2                     | 2                | [ 36 ] |
| 13 settembre | 19 settembre | Uno come te                                      | Gigi D'Alessio        | 1                     | 2                | [ 37 ] |
| 20 settembre | 26 settembre | Up                                               | Peter Gabriel         | 1                     | 1                | [ 38 ] |
| 27 settembre | 3 ottobre    | Uno come te                                      | Gigi D'Alessio        | 1                     | 2                | [ 39 ] |
| 4 ottobre    | 10 ottobre   | Forty Licks                                      | Rolling Stones        | 1                     | 1                | [ 40 ] |
| 11 ottobre   | 17 ottobre   | U.D.S. - L'uomo della strada                     | Piero Pelù            | 1                     | 1                | [ 41 ] |
| 18 ottobre   | 24 ottobre   | Shaman                                           | Santana               | 1                     | 1                | [ 42 ] |
| 25 ottobre   | 31 ottobre   | L'eccezione                                      | Carmen Consoli        | 1                     | 1                | [ 43 ] |
| 1º novembre  | 7 novembre   | The Best of 1990-2000                            | U2                    | 2                     | 2                | [ 44 ] |
| 8 novembre   | 14 novembre  | The Best of 1990-2000                            | U2                    | 2                     | 2                | [ 45 ] |
| 15 novembre  | 21 novembre  | Per sempre                                       | Adriano Celentano     | 1                     | 1                | [ 46 ] |
| 22 novembre  | 28 novembre  | Tracks                                           | Vasco Rossi           | 9                     | 9                | [ 47 ] |
| 29 novembre  | 5 dicembre   | Tracks                                           | Vasco Rossi           | 9                     | 9                | [ 48 ] |
| 6 dicembre   | 12 dicembre  | Tracks                                           | Vasco Rossi           | 9                     | 9                | [ 49 ] |
| 13 dicembre  | 19 dicembre  | Tracks                                           | Vasco Rossi           | 9                     | 9                | [ 50 ] |
| 20 dicembre  | 26 dicembre  | Tracks                                           | Vasco Rossi           | 9                     | 9                | [ 51 ] |
| 27 dicembre  | 2 gennaio    | Tracks                                           | Vasco Rossi           | 9                     | 9                | [ 52 ] |

Gli album che nel 2002 hanno passato più tempo in cima alla classifica di vendita sono Fuori come va? di Ligabue e Tracks di Vasco Rossi, entrambi per 6 settimane consecutive (il secondo su un totale di 8 settimane complessive).